# Долно Трогерци
Долно Трогерци (на македонска литературна норма: Долно Трогерци) е село в централната източна част на Северна Македония, община Карбинци.

## География
Селото е разположено в най-крайните югозападни склонове на Осоговската планина, а землището му на юг се простира в широката долина на река Брегалница.

## История
В XIX век Долно Трогерци е неголямо изцяло българско село в Щипска кааза на Османската империя. Според статистиката на Васил Кънчов („Македония. Етнография и статистика“) от 1900 г. Долно Трогярци има 186 жители, всички българи християни.
В началото на XX век жителите на селото са под върховенството на Българската екзархия. По данни на секретаря на екзархията Димитър Мишев („La Macédoine et sa Population Chrétienne“) през 1905 година в Долно Трогерци (Dolno-Troguertzi) има 184 българи екзархисти и работи българско училище.
В 1910 година селото пострадва по време на обезоръжителната акция. 5 души от селото са арестувани и измъчвани, като Христо Янев – изключително жестоко.
При избухването на Балканската война в 1912 година 3 души от Горно или Долно Трогерци са доброволци в Македоно-одринското опълчение. През войната селото е окупирано от сръбски части и след Междусъюзническата война в 1913 година селото остава в Сърбия.
По време на българското управление на Вардарска Македония през Първата световна война Долно Трогерци е част от Горнобалванска община в Щипска околия на Щипски окръг и има 2332 жители.
През 1923 година край Долно Трогерци са заселени 270 семейства сръбски колонисти от областите северно от Сава и Дунав.
На етническата си карта от 1927 година Леонард Шулце Йена показва Долно Трогерци (Dolno Trogerci) като българско християнско село.
По време на българското управление на Вардарска Македония през Втората световна война в Долно Трогерци функционира читалище „Христо Ботев“, както и Земеделска стопанска задруга.

## Личности
Родени в Долно Трогерци
- Георги (Гьоше) Христов Доганджиев, войвода на ВМРО, загинал при престрелка с военни след Деветомайския преврат на 14 юни 1934 година в местността Семково в Рила с един свой четник и отвлечения комунист Симеон Кавракиров[10]
- Зафир Тасев (1873 - ?), български просветен деец
- Никола Данаилов (1893 - 1923), деец на българското македоно-одринско национално освободително движение, от Горно или Долно Трогерци[11]
- Ристо Пане от Трогерци, българин, православен, арестуван на 6 юли 1903 година, обвинен в „пазене и криена на документи и текстове с опасно съдържание“, осъден на 1 година затвор, амнистиран с общата амнистия от 12 април 1904 година[12]
- Тодор Лазаров (1896 – 1924), деец на ВМРО, роден в Горно или Долно Трогерци, убит на 20 август 1924 година от органи на българската полиция.[13]

Починали в Долно Трогерци
- Георги Данев – Гьоше войвода (1882 – 1903),[14] щипски войвода на ВМОРО[15]
- Гьошо Пачаваров (? - 1902), български революционер, деец на ВМОРО, войвода на чета в Щипско от февруари 1902 година, загинал в сражение с турски войски в Горно или Долно Трогерци[16][17]